# Johannes Andreas Rehhoff
Johannes Andreas Rehhoff (* 28. August 1800 in Tondern; † 9. Januar 1883 in Hamburg) war ein deutscher evangelischer Theologe.

## Leben
Johannes Andreas Rehhoff wurde 1800 als Sohn des damaligen Archidiakons Philipp Andreas Rehoff († 21. März 1833 in Broacker) und seiner Frau Marie Christine (geb. Klinck) in Tondern geboren. Anfänglich wurde er durch seinen Vater privat ausgebildet, besuchte dann die Schule seiner Heimatstadt und in Husum die Gelehrtenschule, wo er sich das Rüstzeug erwarb, eine Hochschule besuchen zu können. 1819 begann er an der Universität Kiel ein Studium der Theologie, wobei Claus Harms ihn förderte. Er wechselte an die Berliner Friedrich-Wilhelms-Universität, wo er bei Friedrich Schleiermacher und August Neander die Vorlesungen besuchte und auch vom damals jungen Dozenten August Tholuck betreut wurde.

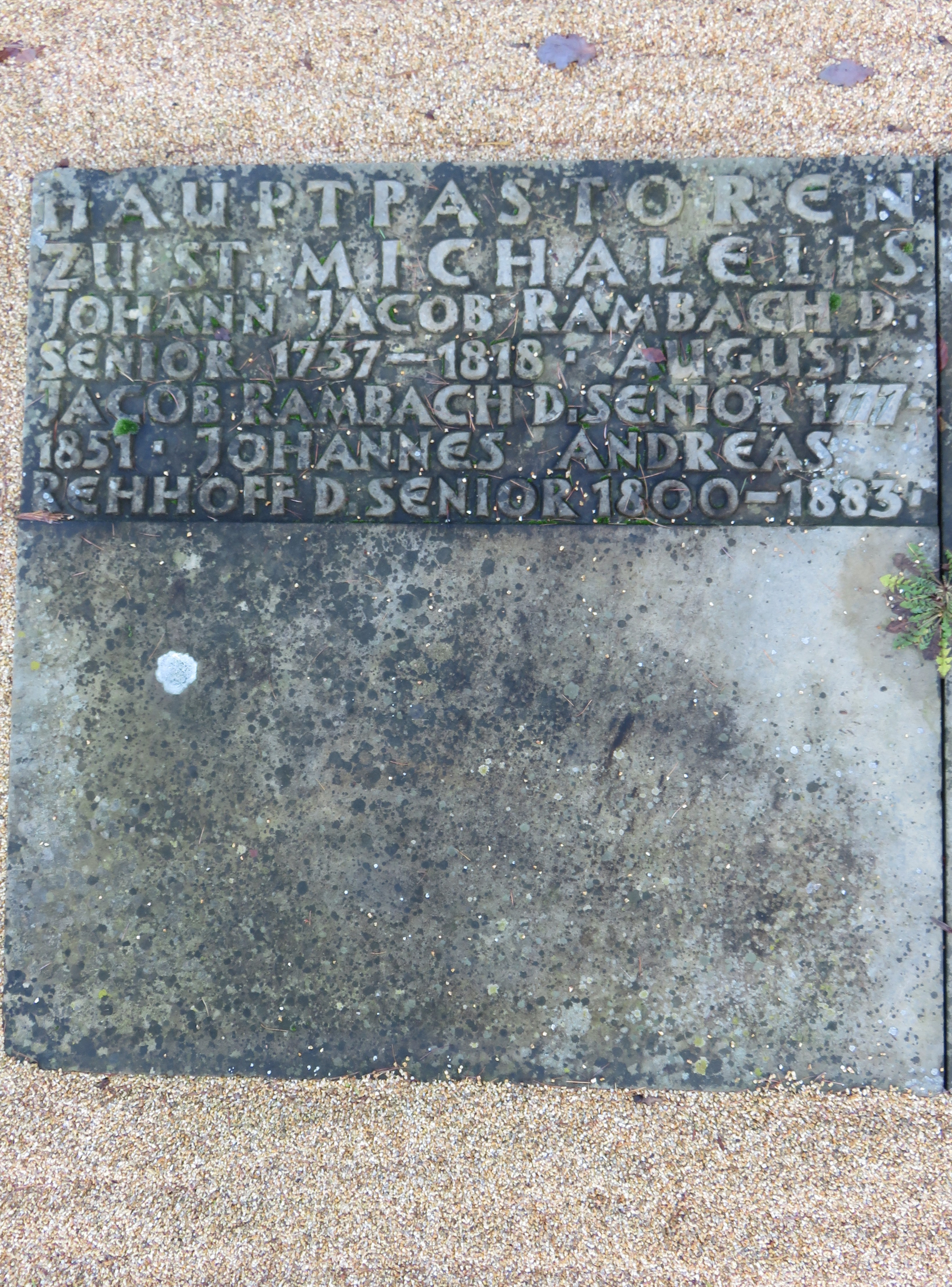
„Johannes Andreas Rehhoff d. Senior“, Sammelgrabmal Hauptpastoren zu St. Michaelis, Friedhof Ohlsdorf

1824 bestand er in Gottorf sein erstes theologisches Examen. Im Anschluss wurde er zunächst Hauslehrer, dann ab November 1826 Diakon in Tellingstedt und ab 1830 Archidiakon in Tondern. 1837 wurde er Propst und Hauptpastor in Apenrade, wo ihm 1841 der Danebrog-Orden verliehen wurde. 1848 ernannte ihn die Provisorische Regierung zum Generalsuperintendenten der dänischsprachigen Bevölkerung im Herzogtum Schleswig, während die Regierung Nicolaus Nielsen in das parallele Amt für die deutschsprachige Seelsorge berief. Als Folge seiner Unterstützung der schleswig-holsteinischen Seite im Schleswig-Holsteinischen Krieg wurde er 1850 von der dänischen Regierung aus allen Ämtern entlassen. Kurzfristig (1850–1851) Kultusminister von Schleswig, ernannte ihn die Theologische Fakultät der Universität Kiel zum Ehrendoktor der Theologie.
Am 25. Mai 1851 wurde er zum Hauptpastor der Hamburger St.-Michaelis-Kirche gewählt. Dieses Amt trat er im gleichen Jahr am 7. Oktober an. Nach dem Deutsch-Dänischen Krieg übertrug ihm die preußische Regierung 1864 die Führung einer Kommission, die das Schul- und Kirchenwesen in der nun preußischen Provinz Schleswig ordnen sollte. Am 5. Januar 1870 wurde er in das Amt des Seniors des Hamburgischen Geistlichen Ministeriums gewählt, womit er der leitende Geistliche der Evangelisch-Lutherischen Kirche im Hamburgischen Staate wurde.
Nachdem er unter anderem eine Stiftung für Theologiestudenten ins Leben gerufen hatte, legte er 1879 das Amt des Seniors und 1880 sein Amt als Pastor am Hamburger Michel nieder. Nach ihm wurde die Rehhoffstraße nahe dem „Hamburger Michel“ benannt.
An Johannes Andreas Rehhoff wird auf der Sammelgrabmalplatte Staatsdiener des Althamburgischen Gedächtnisfriedhofs, Friedhof Ohlsdorf, erinnert.
Seine Enkelin war die Landschaftsmalerin Elisabeth Neelsen.